# Petr Gajdík
Petr Gajdík (30. prosince 1872 Ratíškovice u Hodonína – 30. března 1945 Praha) byl český středoškolský profesor a vrchní účetní rada, člen zakladatelské generace a diecézní i ústřední rady Církve československé husitské.

## Život

### Počátky kariéry - středoškolský profesor
Petr Gajdík, rodem Moravan, se připravoval na dráhu středoškolského profesora. V roce 1904 přijal místo tajemníka hospodářské akademie v Táboře. Ve městě stál u zrodu náboženské obce Církve československé husitské. Patřil mezi členy přípravného výboru, na jehož prvním zasedání byl zvolen předsedou. Byl místopředsedou Spolku pro postavení Husova pomníku v Táboře. Pro růst Církve československé husitské konal propagační přednášky a veřejné schůze po jižních Čechách. V září 1920 při zasedání nově ustavené rady starších byl v předsednické funkci potvrzen a zastával ji až do září 1921, kdy se z Tábora odstěhoval.        

### Laický pracovník církve
Na I. valném sjezdu delegátů náboženských obcí v lednu 1921, v jehož předsednictvu zasedal, byl zvolen náměstkem Ústřední rady starších. V ústřední radě působil do konce roku 1927, zároveň byl členem západočeské (pražské) diecézní rady.         

### Kněz Církve československé husitské
V roce 1927 byl Gustavem Adolfem Procházkou vysvěcen na kněze a postupně se tak vzdal všech laických funkcí v církvi. Po ukončení členství v církevních orgánech přijal v roce 1928 místo pokladníka na církevním ústředí. Ústřední pokladnu spravoval dva roky. 

### Práce pro Ústřední radu Církve československé husitské
Na I. řádném sněmu v roce 1924 byl zvolen předsedou hospodářského výboru. V roce 1927 se za ústřední radu jako její místopředseda loučil se zesnulým Karlem Farským. Byl také členem dozorčí rady Tiskového nakladatelského družstva Blahoslav. Jako člen rady starších v Praze-Dejvicích měl značný podíl na záměru vybudovat vedle Husova sboru Bohosloveckou kolej.
Petr Gajdík se nedočkal konce druhé světové války, zemřel 30. března 1945 v Praze, jak to potvrzuje bratr František Plechatý.